# Alvorninha

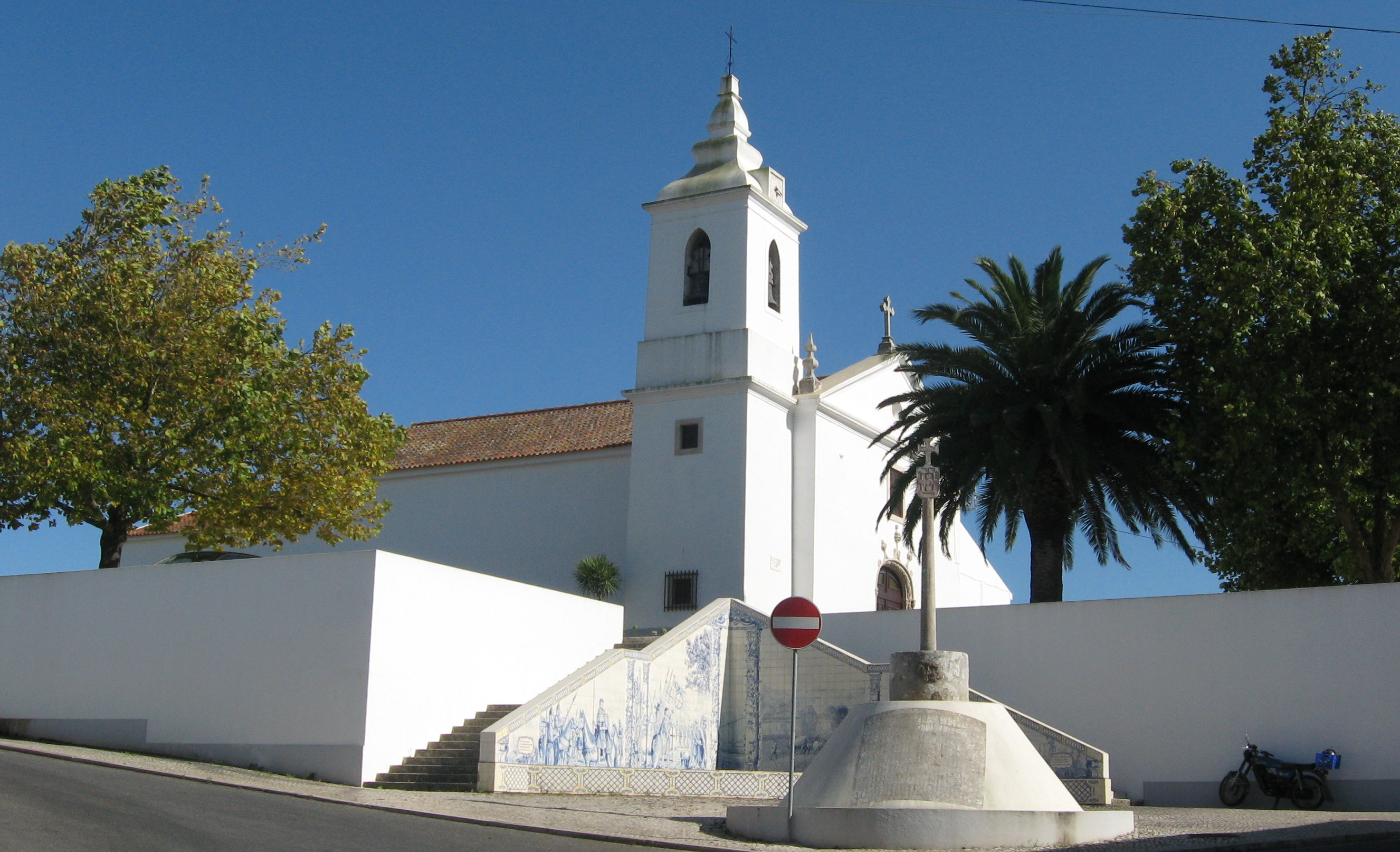
Kirche Nossa Senhora da Visitação

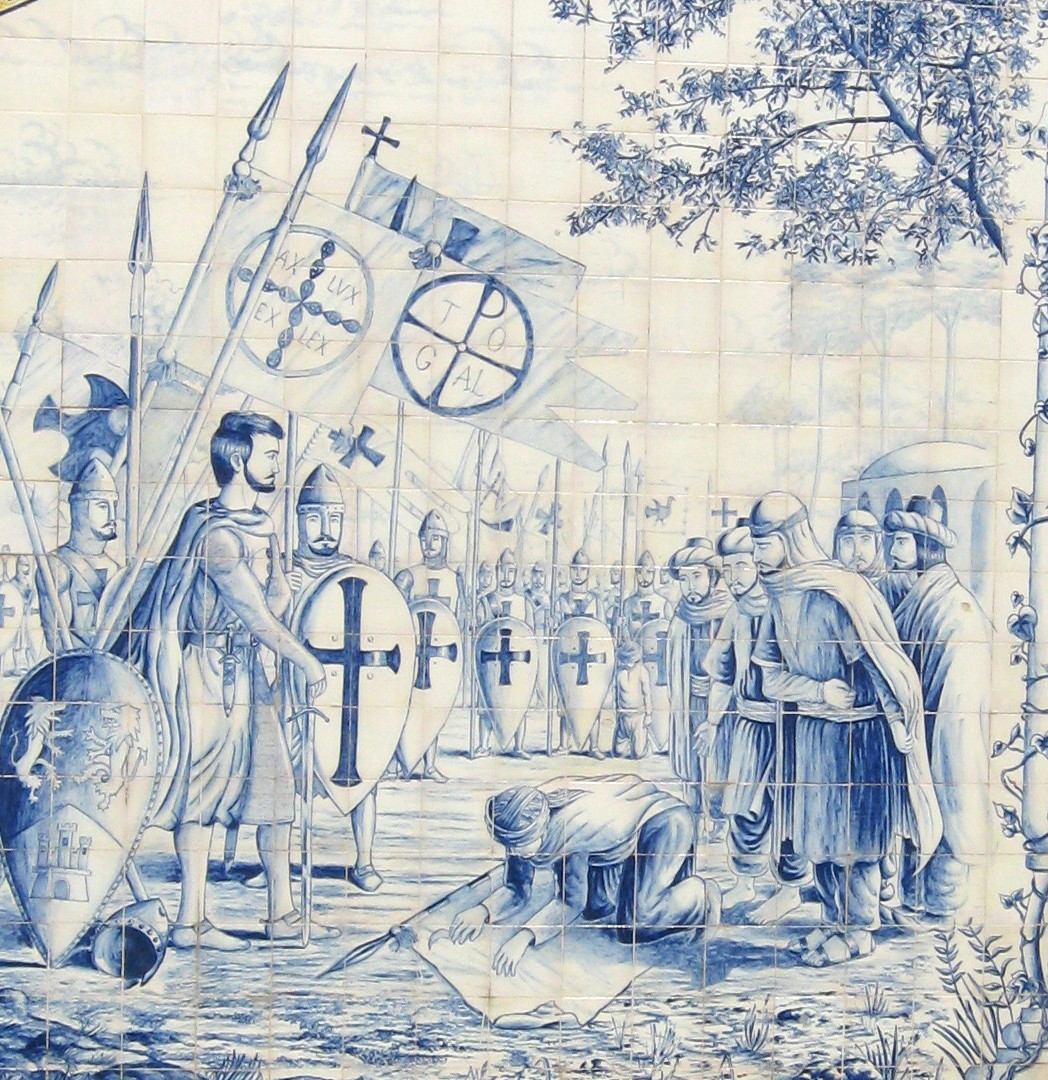
Afonso Henriques: Übergabe der Mauren

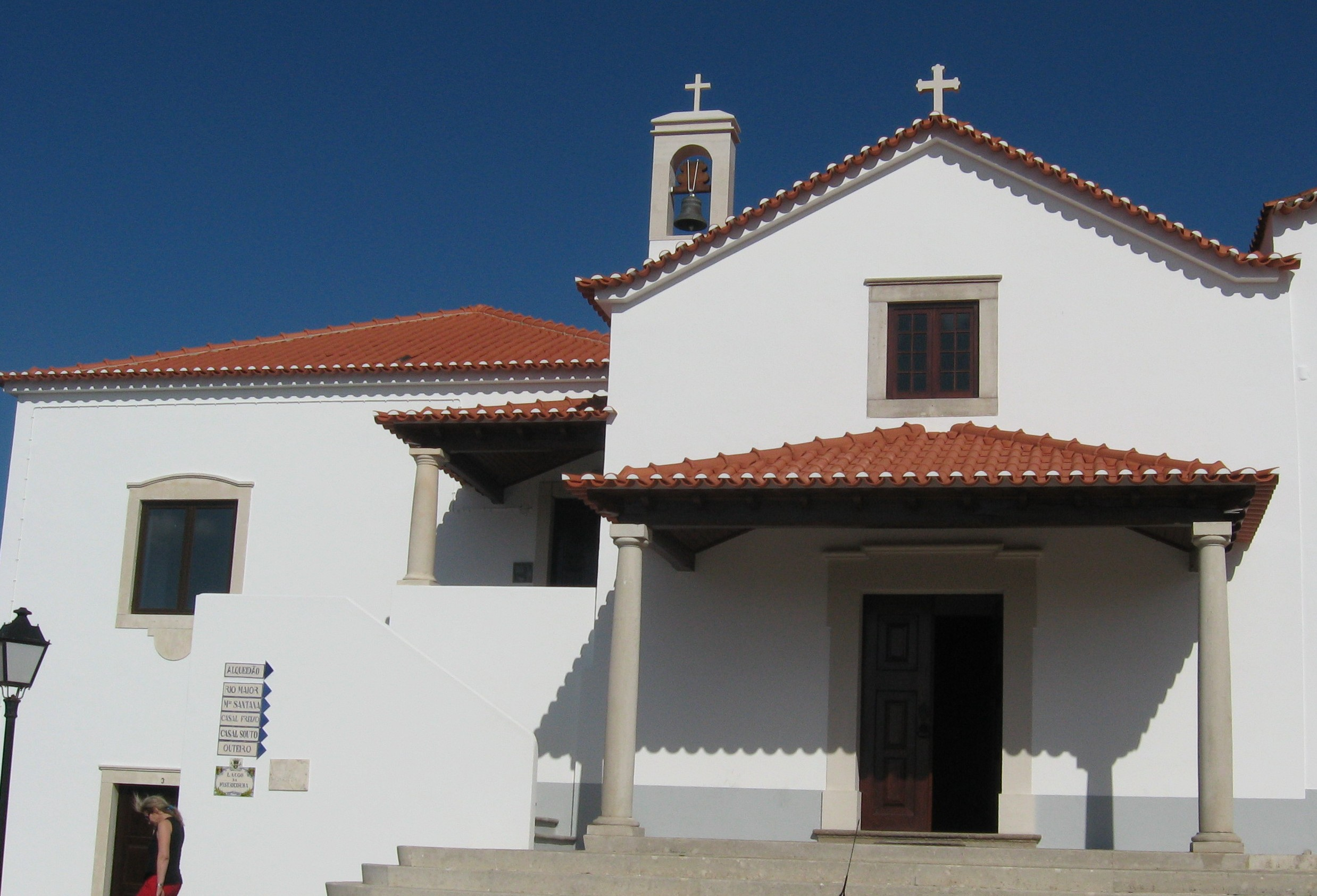
Kirche Misericórdia von 1605

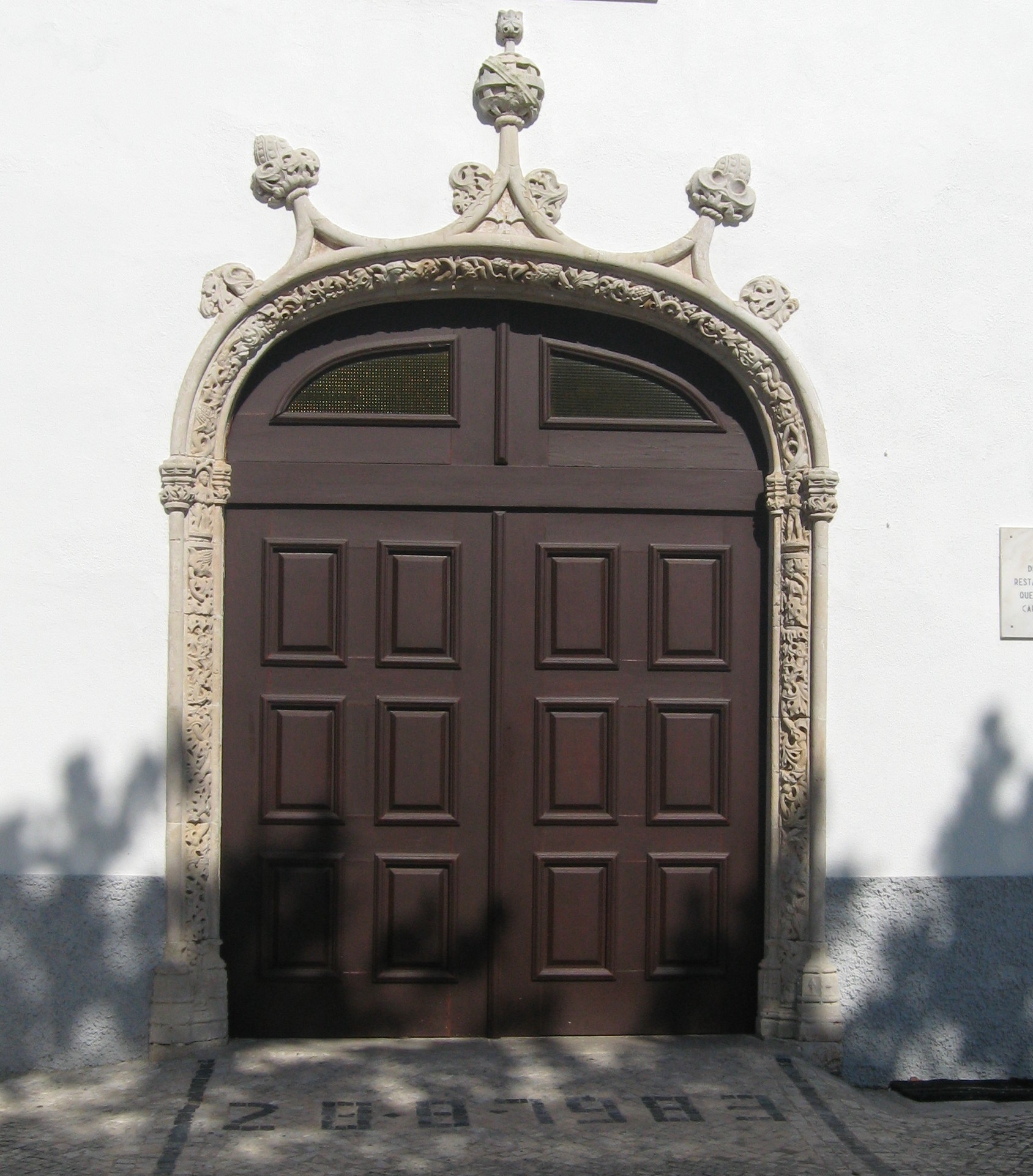
N.a S.a da Visitação, manuelinisches Portal

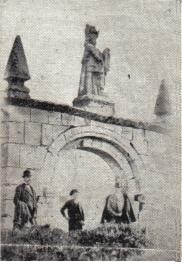
Arco da Memória

Alvorninha ist eine portugiesische Gemeinde (Freguesia) im Kreis Caldas da Rainha und im Distrikt Leiria, in der historischen Provinz Estremadura gelegen. Sie hat eine Fläche von 37,6 km² und 2646 Einwohner (Stand 19. April 2021). Zu der Gemeinde gehören 82 sich über das gesamte Gemeindegebiet verteilende Ortschaften und Weiler. Der Hauptort Alvorninha liegt 11 km östlich von Caldas da Rainha und 27 km südlich von Alcobaça. Alvorninha gehörte als eine der 13 Städte der Coutos de Alcobaça bis 1834 zu dem weltlichen Herrschaftsgebiet der Abtei von Alcobaça, das 1153 der erste König Portugals, Afonso Henriques (1109–1185), dem Abt des französischen Zisterzienserklosters Clairvaux, Bernhard von Clairvaux geschenkt hatte, ein etwa 500 km² großes zwischen dem Atlantik und dem Gebirge Serra dos Candeeiros gelegenes Gebiet. Noch 1745 zählte der Ort Alvorninha 500 selbständige Anwesen (fogos für Öfen), mit ca. 2.000 Einwohnern. Heute gruppieren sich um die Reste der alten Stadt unmittelbar noch etwa 30 Anwesen.

## Frühe Geschichte
In Alvorninha finden sich in Form eines vorgeschichtlichen Grabmals (Dolmen) im Ortsteil Antas de Baixo bereits Spuren einer sehr frühen Besiedlung. In der lateinischen Literatur gibt es auch Hinweise auf ein frühes Kloster, das in Alvorninha bereits vor der 1153 erfolgten Schenkung des Gebiets an die Zisterzienser existiert haben soll. Dieses würde wegen der 711 begonnenen maurischen  Herrschaft auf der iberischen Halbinsel in die Zeit davor zurückreichen. Der Name deutete mit seiner Vorsilbe AL auf einen maurischen Ursprung. Auf dem Weg des Befreiungskampfes gegen die Mauren, den Afonso Henriques vom Norden nach Süden führte (Reconquista), gelangte er am 12. März 1143 nach Alvorninha, als er den Mauren eine weitere Niederlage zugefügt haben soll. Diese Geschichte wird großflächig in aus dem Jahre 1940 stammenden Azulejos auf einem vor der Pfarrkirche errichteten Treppenaufgang dargestellt.

## Herrschaft der Abtei von Alcobaça
Alvorninha war möglicherweise die älteste Stadt der Coutos de Alcobaça, des weltlichen Herrschaftsgebietes der 1153 gegründeten Abtei von Alcobaça. Sie erhielt bereits im Jahre 1210 von Portugals zweiten König Dom Sancho I. (1154–1211) einen Freibrief, der durch den Abt des Klosters, D. Fernando Mendes, ausgehändigt wurde. Hieraus leitete die Abtei die Zugehörigkeit von Alvorninha zu ihrem Gebiet her, obwohl nach der Schenkungsurkunde von Afonso Henriques der Großteil des Gebietes von Alvorninha südlich und damit außerhalb der dortigen Grenzlinie lag. Danach gehörte das Gebiet zu Óbidos. 1329 forderte König Afonso IV. (1291–1357), dem ohnehin der Machtzuwachs der Abtei von Alcobaça ein Dorn im Auge war, aus diesem Grunde Alvorninha von der Abtei zurück. Hieraus entwickelte sich ein Streit, der schließlich 1358 durch dessen Sohn und Nachfolger Dom Pedro I. (1320–1367) zugunsten der Abtei entschieden wurde. Dom Pedro hatte 1360/1361 in der Abteikirche für sich und seine von seinem Vater Afonso IV. 1355 ermordete Geliebte Inês de Castro Sarkophage aufstellen lassen, wohin er Inês umbetten ließ. Er erwies sich als großer Gönner der Abtei und stellte auch alle deren Rechte an den Städten der Coutos de Alcobaça und auch an Alvorninha wieder her, die sein Vater zu beschneiden versucht hatte.

## Almofala
Die Mönche von Alcobaça gründeten auf dem Gebiet von Alvorninha, in Almofala, einen ihrer ersten Meierhöfe (granjas), woraus die erste ihrer Agrarschulen entstand, die sie später an verschiedenen Orten ihres Gebietes einrichteten. Von diesem Hof sind in Almofala noch Ruinen erhalten. Der Ortsteil Almofala geht auf römische Besiedlungen zurück. Der Name selber entstammt aber der arabischen Zeit und leitet sich einer Legende nach von den Worten Álamo (arabische Wurzel: Baum) und fala (Portugiesisch: spricht) zurück. In Almofala soll in maurischer Zeit ein Gerichtsbaum gestanden haben, unter dem die Delinquenten verurteilt und hingerichtet worden seien. Eines Tages habe der Baum den Namen eines gerade zum Tode Verurteilten ausgesprochen und seine Unschuld erklärt. Der Verurteilte sei daraufhin freigelassen worden.

## Monumente
Alvorninha hatte bereits 1210 die Stadtrechte erhalten, die 1514 im Rahmen der allgemeinen Stadtreform in den Coutos de Alcobaça durch König Manuel I.  (1469–1521) erneuert und erweitert wurden, nach anderer Quelle soll Alvorninha das neue Stadtstatut erst 1527 unter Manuels Nachfolger König João III. (1502–1557) erhalten haben. Damals war den Städten der Coutos de Alcobaça eine größere Selbstverwaltung und eine eigene niedere Gerichtsbarkeit (die von zwei Richtern wahrgenommen wurde) zugestanden worden. An die fortbestehende Jurisdiktion der Abtei und der ihr gegenüber geltenden Tributspflicht erinnerte jedoch in jeder der Städte ein vor der Hauptkirche aufgestellter Schandpfahl (portug.: Pelourinho, was Arme-Sünder-Säule heißt). Wie in vielen Städten der Coutos verschwand aber auch der Schandpfahl in Alvorninha im 19. Jahrhundert nach der 1833/34 beendeten Herrschaft der Abtei. Die Hauptkirche Mariae Erscheinung (Igreja de Nossa Senhora da Visitação) fiel, wie vermutlich auch große Teile der Stadt dem Erdbeben von 1755 (das als Erdbeben von Lissabon in die Geschichte einging) zum Opfer und wurde vollends erst 1930 wiederhergestellt. Von der alten Kirche ist noch das manuelinische Eingangsportal und ein anderes manuelinisches Tor im Innenbereich erhalten. Teilweise erhalten ist auch die Barmherzigkeitskirche (Igreja da Misericórdia), die 1605 die dort zuvor vorhandene aus der Gründungszeit stammende Kapelle zum Heiligen Geist ersetzte. Zu ihr gehörte auch ein Krankenhaus, in dem u. a. Leprakranke gepflegt worden sein sollen. Aus dieser Zeit stammen in allen Städten der Coutos de Alcobaça die ersten Einrichtungen einer allgemeinen Wohlfahrtspflege. 1940 wurde vor der Kirche Mariae Erscheinung wieder ein aus dem Jahr 1640 stammendes Kreuz aufgestellt, das im 19. Jahrhundert ebenfalls verschwunden war.

## Erinnerungsbogen
Auf dem Stadtgebiet von Alvorninha, in dem Nebenort Casal do Rei, hatte die Abtei einen Torbogen als Arco da Memória (Erinnerungsbogen) errichtet, der auf dem südöstlichen Eckpunkt ihres Herrschaftsgebiets stand. Ein weiterer Erinnerungsbogen war auf dem landeinwärts gelegenen nordöstlichen Eckpunkt des Herrschaftsgebiets in dem Gebirge Serra dos Candeeiros errichtet worden. Eine Inschrift in den Erinnerungsbögen gab ab, dass sich dahinter das Gebiet befände, das König Afonso Henriques 1153 dem Orden geschenkt habe. Der in Alvorninha vorhandene Erinnerungsbogen wurde 1912, zwei Jahre nach der Einführung der Republik in Portugal, von aufgebrachten Republikanern als Zeichen königlich-kirchlicher Herrschaft eingerissen und seine Teile wurden als Unterbau einer damals errichteten neuen Straße verwendet. Auf einem Pferdefuhrwerk sollten die Figuren nach der Kreisstadt Caldas da Rainha gebracht werden, wo sie sich dann verloren. 1981 wurde unter großer Beteiligung der Bevölkerung eine Nachbildung des Erinnerungsbogen, jedoch ohne Statuen, erstellt, die aber schließlich in der Bezirkshauptstadt Leiria aufgestellt wurde. Am Ort des historischen Standorts wurde eine Plakette angebracht. Der Erinnerungsbogen in der Serra dos Candeeiros ist noch erhalten.

## Neuzeit und Gegenwart
Nach der 1834 erfolgten staatlichen Schließung der Klöster in Portugal wurde Alvorninha 1836 in den Kreis Caldas da Rainha eingegliedert. Heute ist der Ort auf eine kleine Ansiedlung zurückgegangen, von der früheren Stadt sind nur die Kirchen übrig geblieben. Die knapp 4.000 Einwohner große Bevölkerung verteilt sich auf die 84 Nebenorte und Weiler. Sie lebt, soweit sie nicht in den Städten Caldas da Rainha und Benedita Arbeit findet, im Wesentlichen von der Landwirtschaft, vor allem vom Fruchtanbau, von der Viehzucht und der Forstwirtschaft. Die Region kämpft mit erheblichen Strukturproblemen und überall finden sich im ehemals gepflegten Kulturland verwildernde Obst- und Weinanpflanzungen. In Alvorninha wurde der ehemalige Patriarch von Lissabon, Kardinal José da Cruz Policarpo (1936–2014), geboren.

## Söhne und Töchter der Gemeinde
- José da Cruz Policarpo (1936–2014), Patriarch von Lissabon